# Саратовский мост
Сара́товский мост — автомобильный мост через Волгу, соединяющий правый берег, на котором стоит город Саратов, и левый — на котором расположен город Энгельс.

## История
Проект моста выполнен инженерами института «Гипротрансмост» В. М. Иодзевичем, В. Н. Ивановым и архитектором Б. М. Надежиным. Строительство моста велось под руководством А. А. Баева, инженера мостотряда № 8 (в настоящее время — в составе ОАО «Волгомост»). На строительстве снимался художественный фильм «Строится мост» (1965). За полгода до открытия моста на нём побывал первый космонавт Юрий Гагарин, приезжавший в январе 1965 г. в Саратов на празднование юбилея Саратовского индустриально-педагогического техникума (до 1964 года — Саратовского индустриального техникума), в котором он учился по специальности «литейное производство» в 1951—1955 годах. Для движения мост открыт в 1965 году, на момент открытия был самым длинным мостом в Европе (2825,8 м).
По мосту с 22 января 1966 года проходила линия междугородного троллейбуса Саратов — Энгельс (маршрут № 9). Но 23 марта 2004 года упало несколько опор, поддерживающих контактную сеть. Институт «Проектмостореконструкция» произвёл обследование моста, которое показало, что он находится в аварийном состоянии и не сможет впоследствии выдерживать нагрузку, поэтому опоры контактной сети демонтировали полностью. При этом в течение всего апреля мост закрывался с 20:00 до 6 часов утра, в этот промежуток всё движение шло через мост у села Пристанного.
Примерно через полгода были смонтированы облегчённые опоры освещения, контактную сеть планировалось восстанавливать по окончании капитального ремонта моста. Но и после ремонта троллейбус по мосту не пустили, о восстановлении маршрута № 9 мэр Саратова Михаил Исаев заявил только в 2020 году. В первой половине 2021 года на мосту была смонтирована троллейбусная контактная сеть. Маршрут № 109 запущен 2 июля 2021 года.
В период 2005—2013 гг. на мосту велись работы по замене перил ограждения и восстановления тротуаров с обеих сторон, проведена частичная установка стационарных опор освещения. 15 апреля 2014 года на мосту начался ремонт дорожной одежды моста, который планировалось завершить к 1 ноября 2014 года (завершён 29 августа 2014 года). В ходе ремонта были выполнены работы по полной замене дорожного полотна, замене 35 деформационных швов, завершению ремонта тротуаров, установке опор контактной сети с верховой стороны моста. После разборки существующей дорожной одежды предусмотрены работы по обследованию канатной арматуры в плите неразрезного руслового пролётного строения. На период ремонтных работ движение автомобилей по мосту было прекращено, осуществлялись только автобусные пассажирские перевозки.
Планируемый срок службы моста после ремонта — 20 лет, после чего возможен его снос или перевод в категорию пешеходных. До этого времени запланировано строительство нового моста в черте города, предположительно в районе Казачьего острова.

## Конструкция
Схема моста[что?] — {\displaystyle 2\times 20+70{,}2+\left(106+3\times 166+106\right)+28\times 70{,}2+20} м.
Судоходная часть реки перекрыта неразрезным решётчатым пролётным строением («птичкой») длиной 710 м из преднапряжённого железобетона по схеме {\displaystyle 106+3\times 166+106} м. Эстакадная часть моста перекрыта сборными двухребристыми преднапряжёнными балками длиной 70,1 м из бетона марки 700. Балки при помощи металлических колёс опираются на рельсы, закреплённые на опоре моста («быке») и имеют возможность кататься по этим рельсам для компенсации теплового расширения. На дорожном полотне температурные швы перекрыты стальными пластинами. «Птичка» не нуждается в температурных швах, поскольку спроектирована так, что при увеличении температуры имеет возможность расширяться также и вверх.
Проезжая часть на мосту огорожена бордюром высотой больше 0,5 м (стандартный бордюр, согласно ГОСТ 52289-2004, не должен превышать в высоту 10 см). Автомобильные аварии на мосту случались много раз, но преодолеть этот бордюр и упасть с моста в Волгу «смогли» только транспортные средства с большими колёсами: трактор «Кировец» и пожарная машина «Урал».

## Фотогалерея

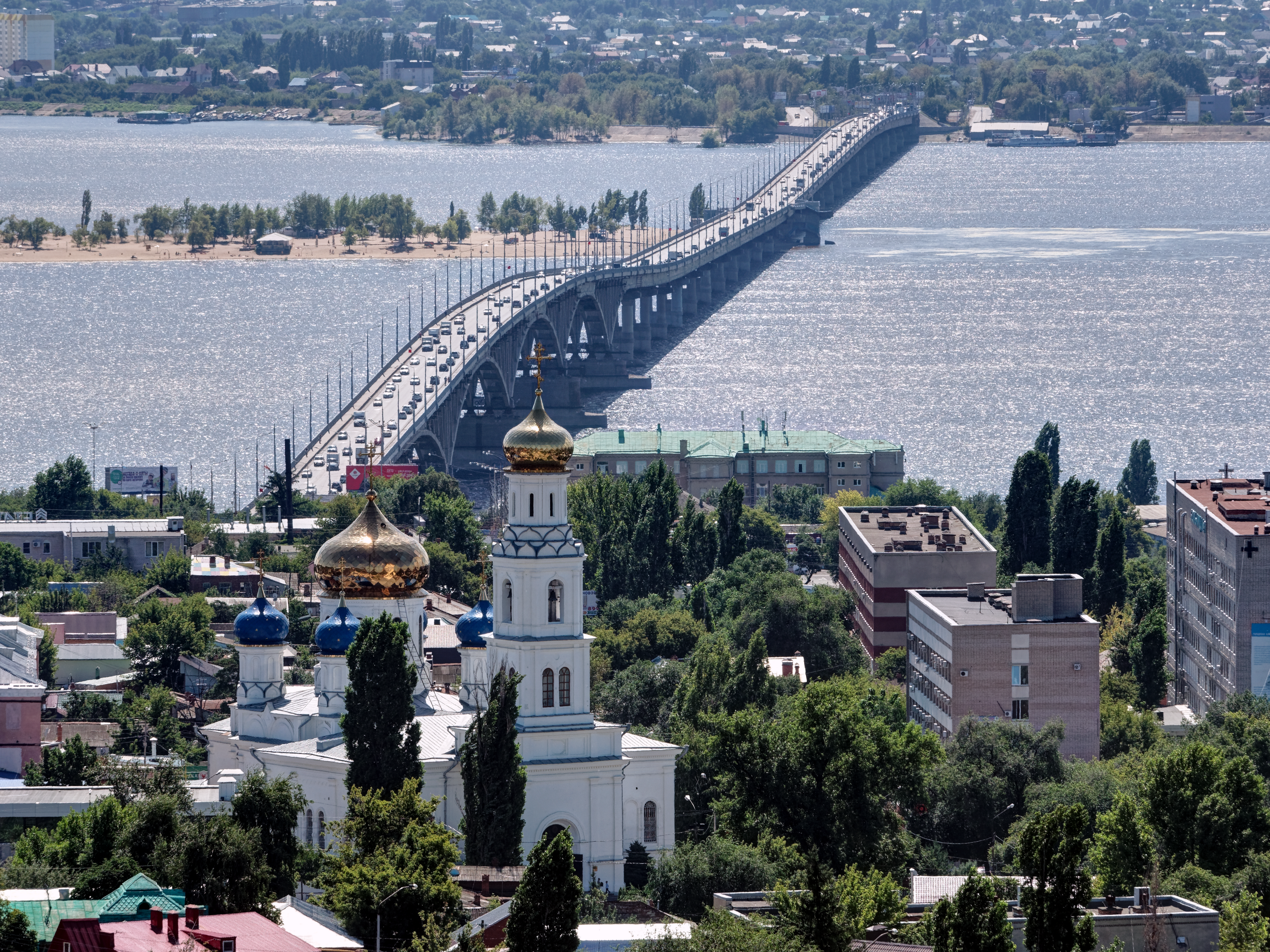
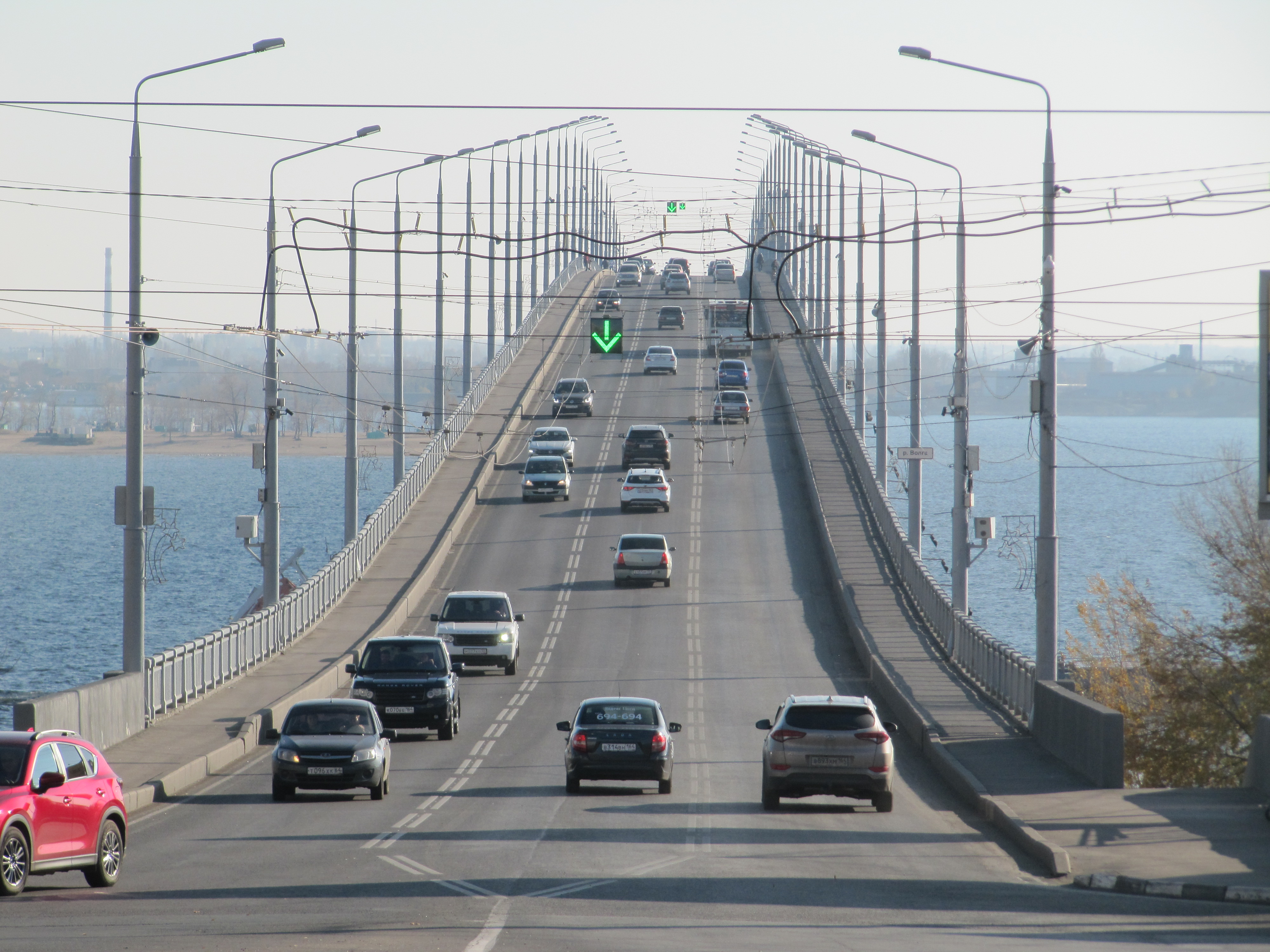
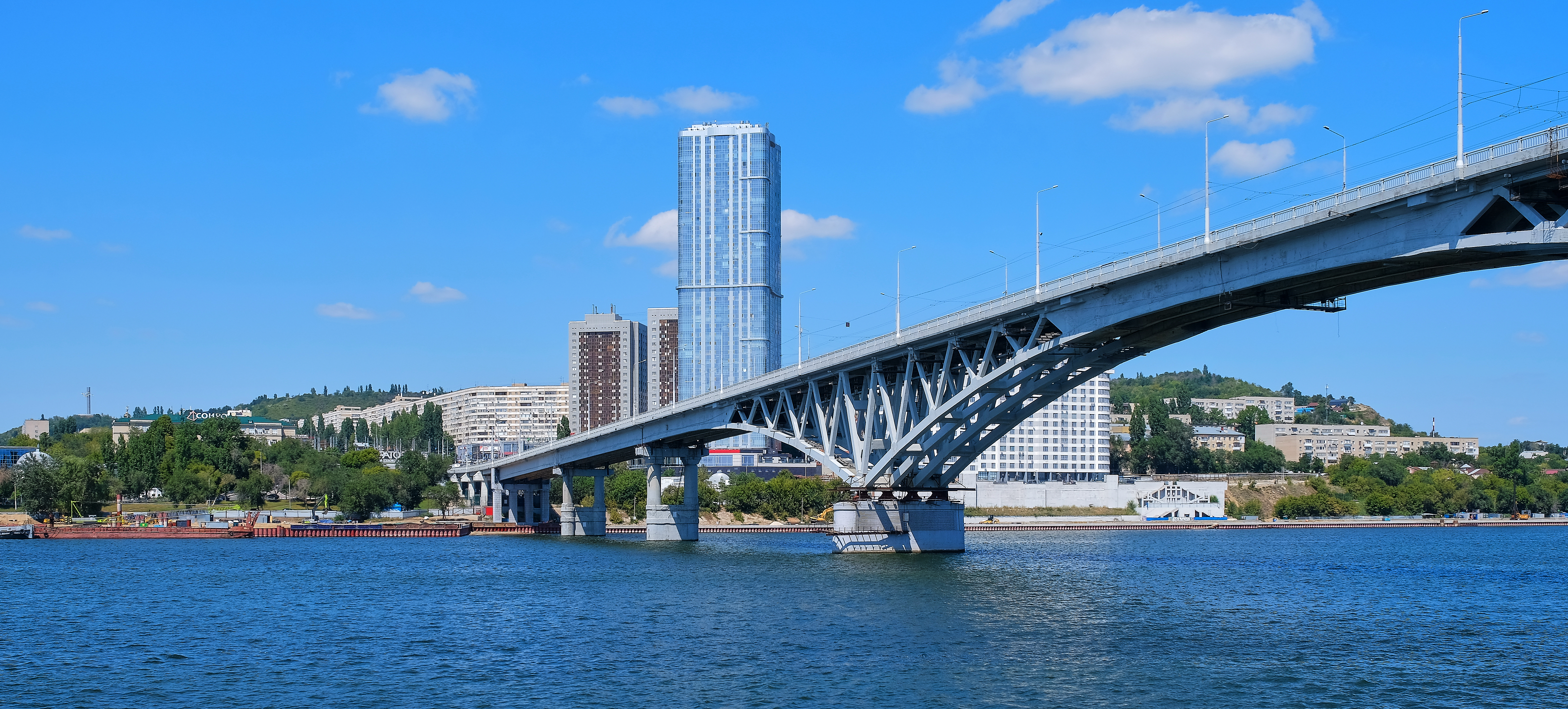
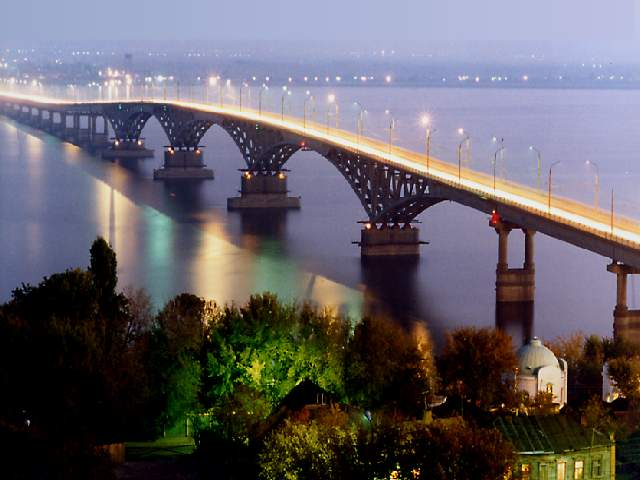
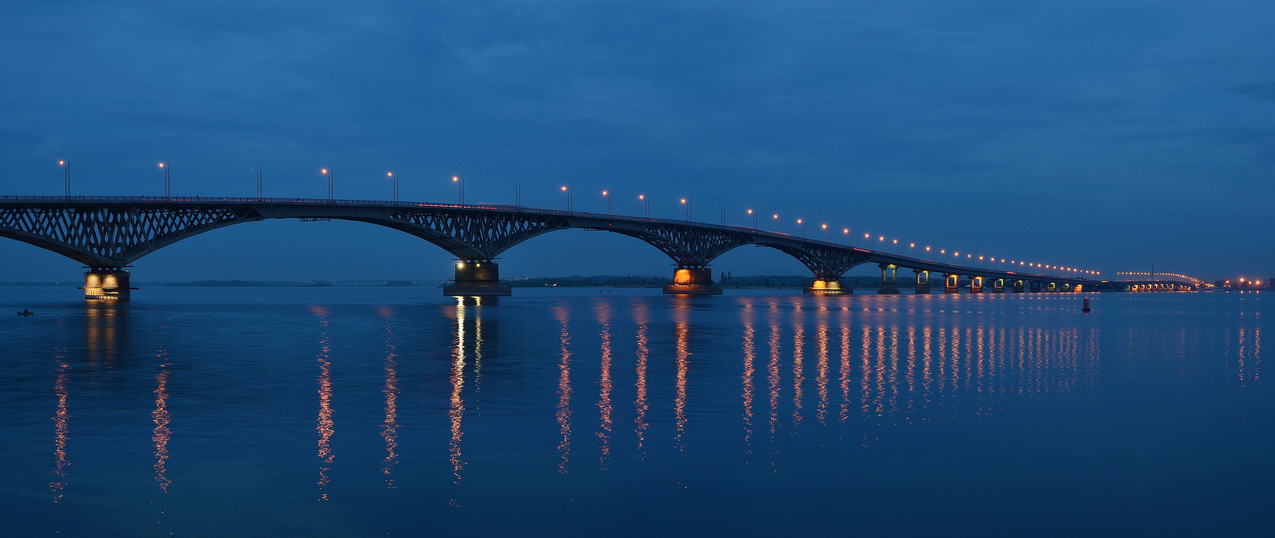
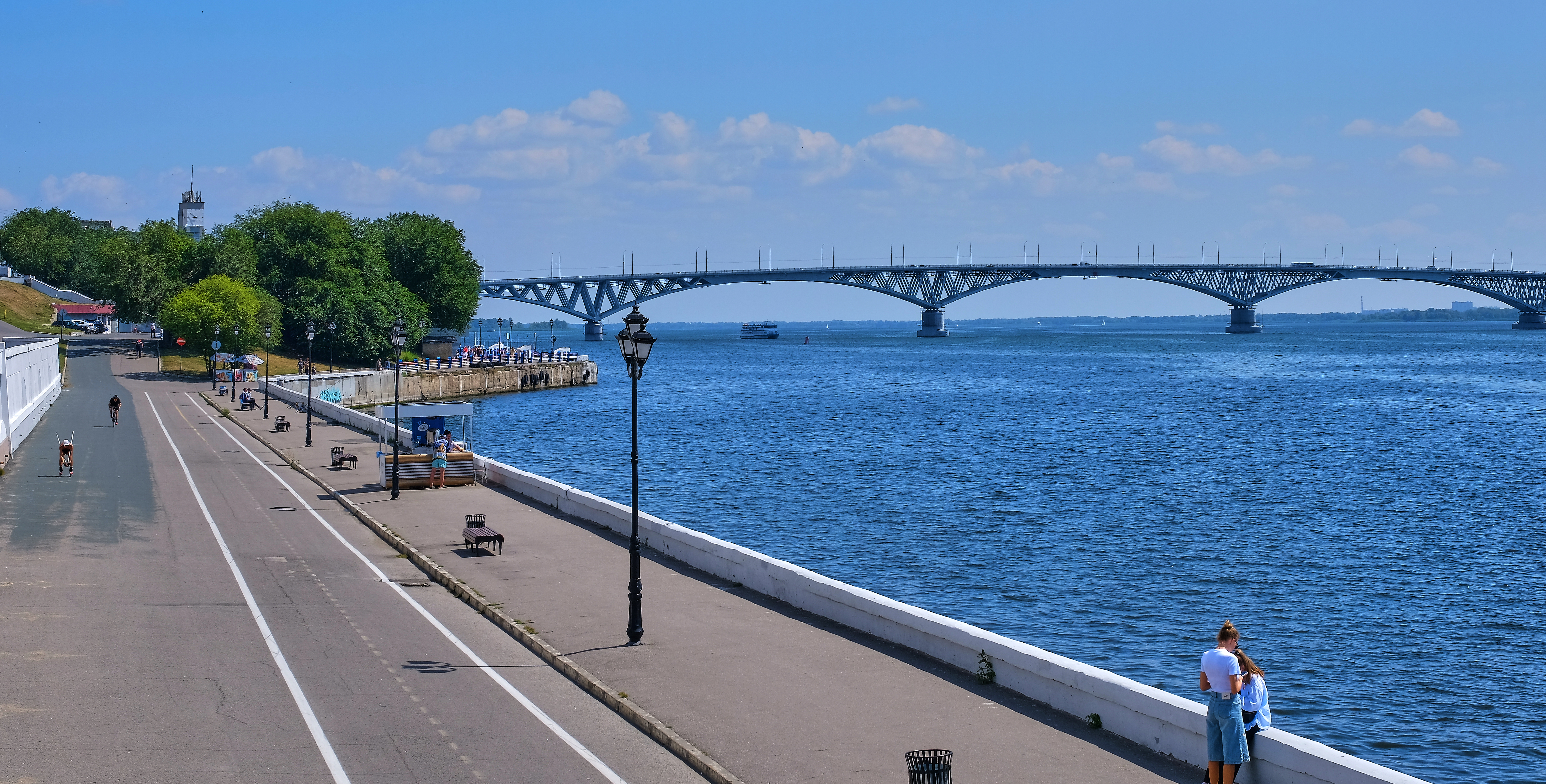
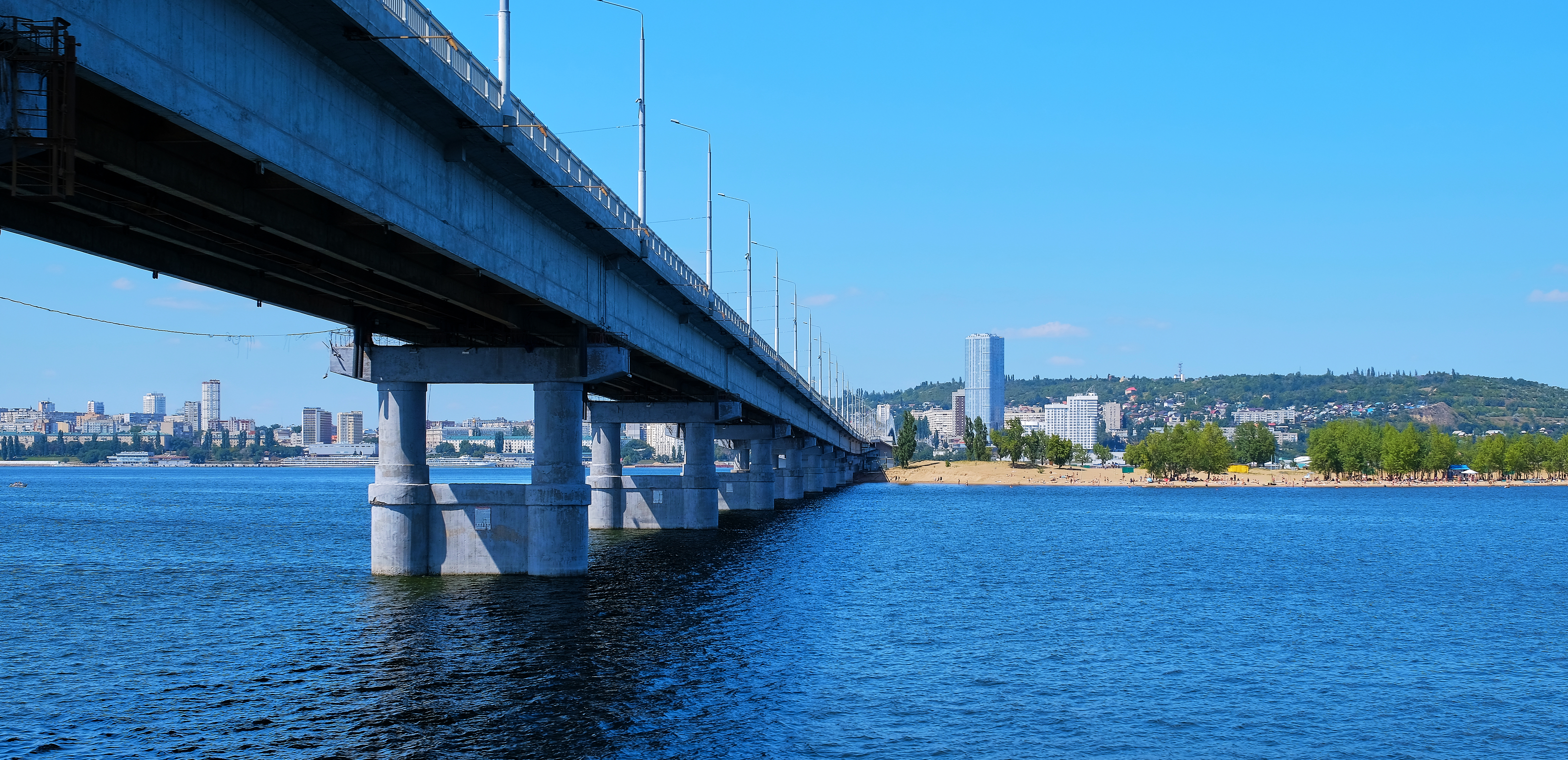
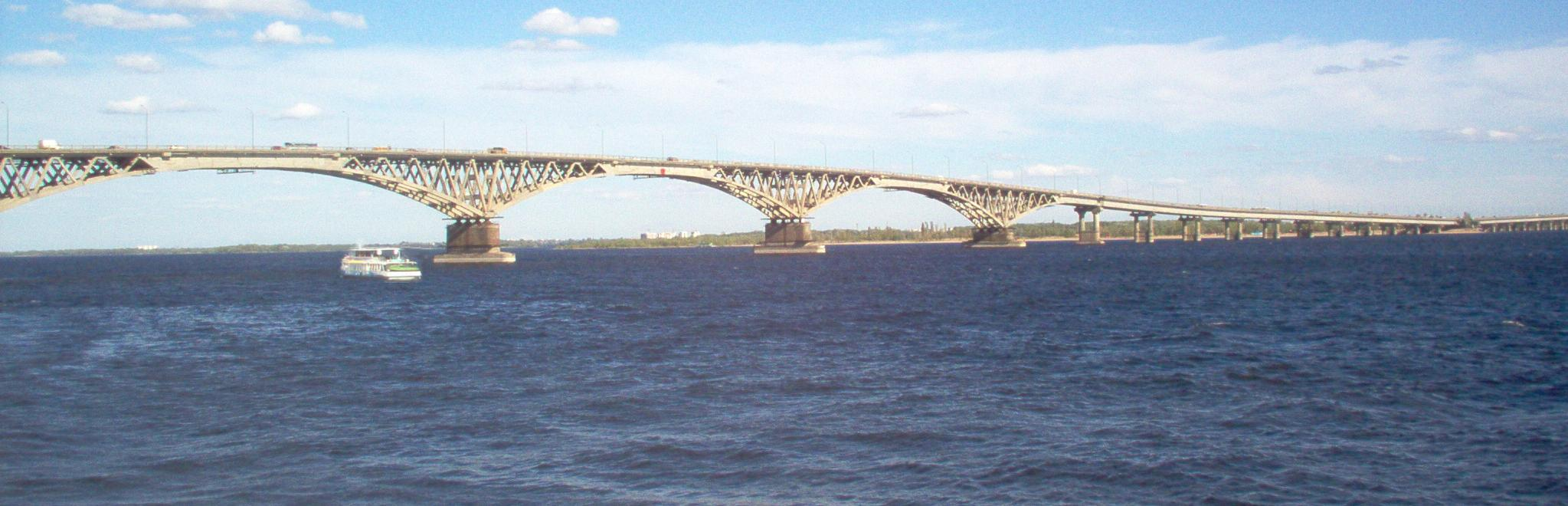